# Герб Кастилії і Леона
Герб Кастилії і Леону — символ автономної спільноти Іспанії Кастилія і Леон. Герб поєднує герб Кастилії (золотий замок) та герб Леону (пурпуровий лев) та увінчаний королівською короною.

## Історія
Поява на гербі лева приписується Альфонсу VII, який став королем Кастилії та Леона в 1126 році. Символ замка приписується його онуку Альфонсо VIII, у 1230 р. Фердинанд III об'єднав два королівства та поєднав герби як символ союзу. До XVI століття використовувався повний замок зі стінами та трьома вежами, а не сучасним дизайном.
Оригінальні елементи герба використовуються не лише в нинішній автономній громаді Кастилії і Леону, але і в національному гербі Іспанії, в муніципальних гербах, як герб Толедо, і в гербах багатьох колишніх територій, які належали Кастильській короні, як Хаен або Лос-Анджелес, Каліфорнія.
Герб також з'являється на гербі католицької єпархії Санкт-Петербурга, Архиєпархії Санта-Фе, Єпархії Санкт-Петербурга та Римо-католицької архієпархії Маніли.

## Пам'ятки

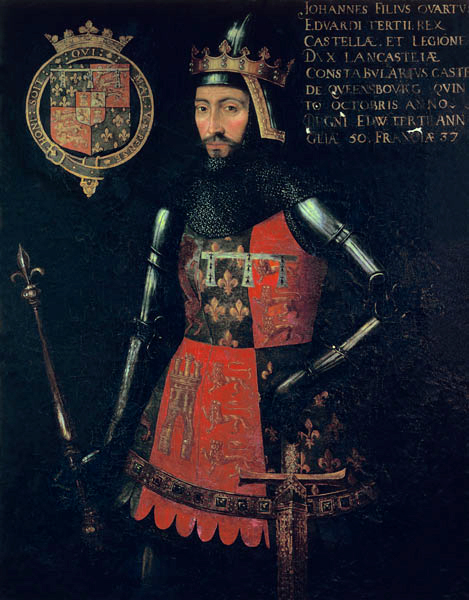
Ретроспективний портрет XVI століття Джона Гентського (1340–1399), який претендував на корону Кастилії
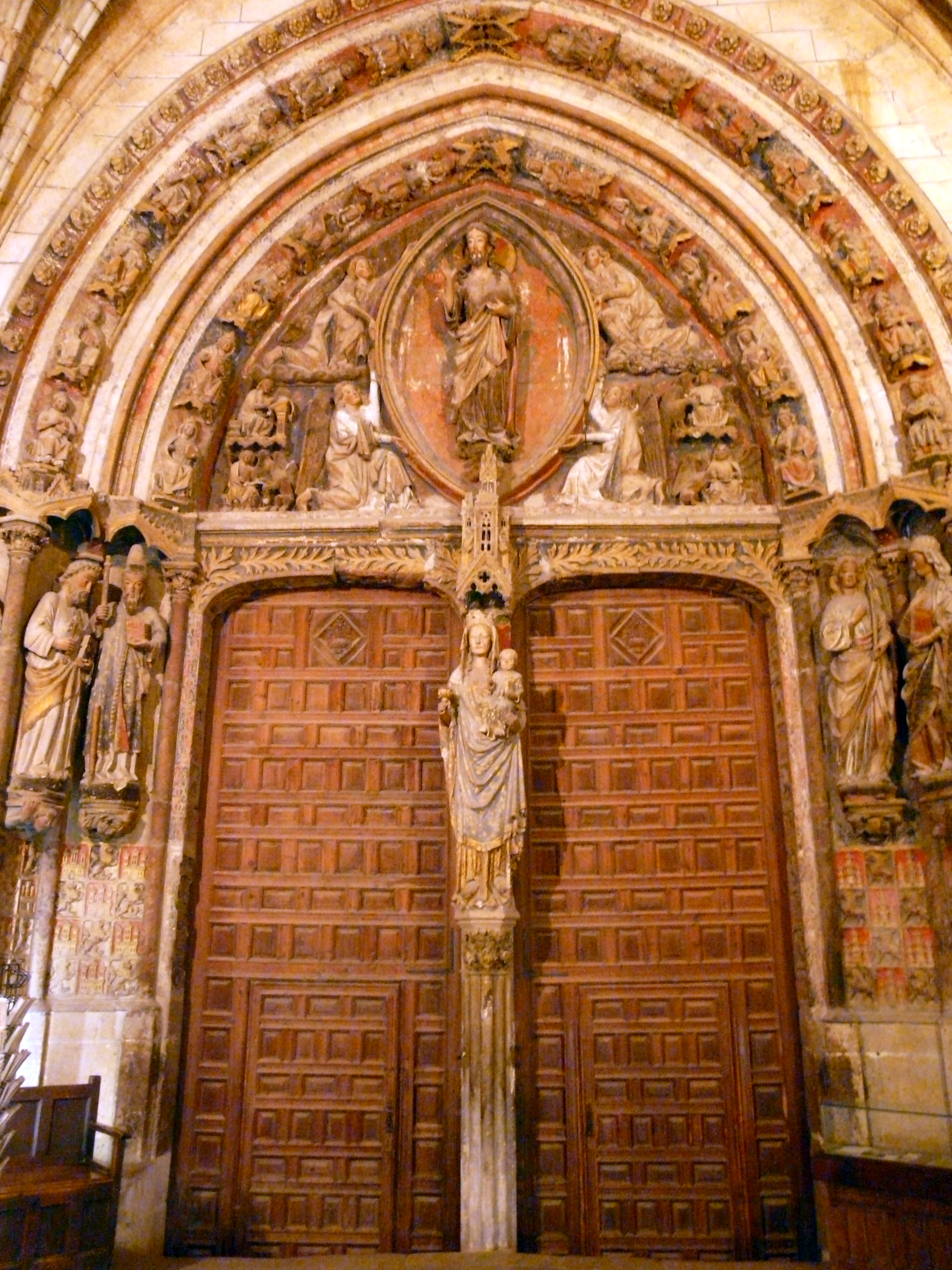
Леонський собор
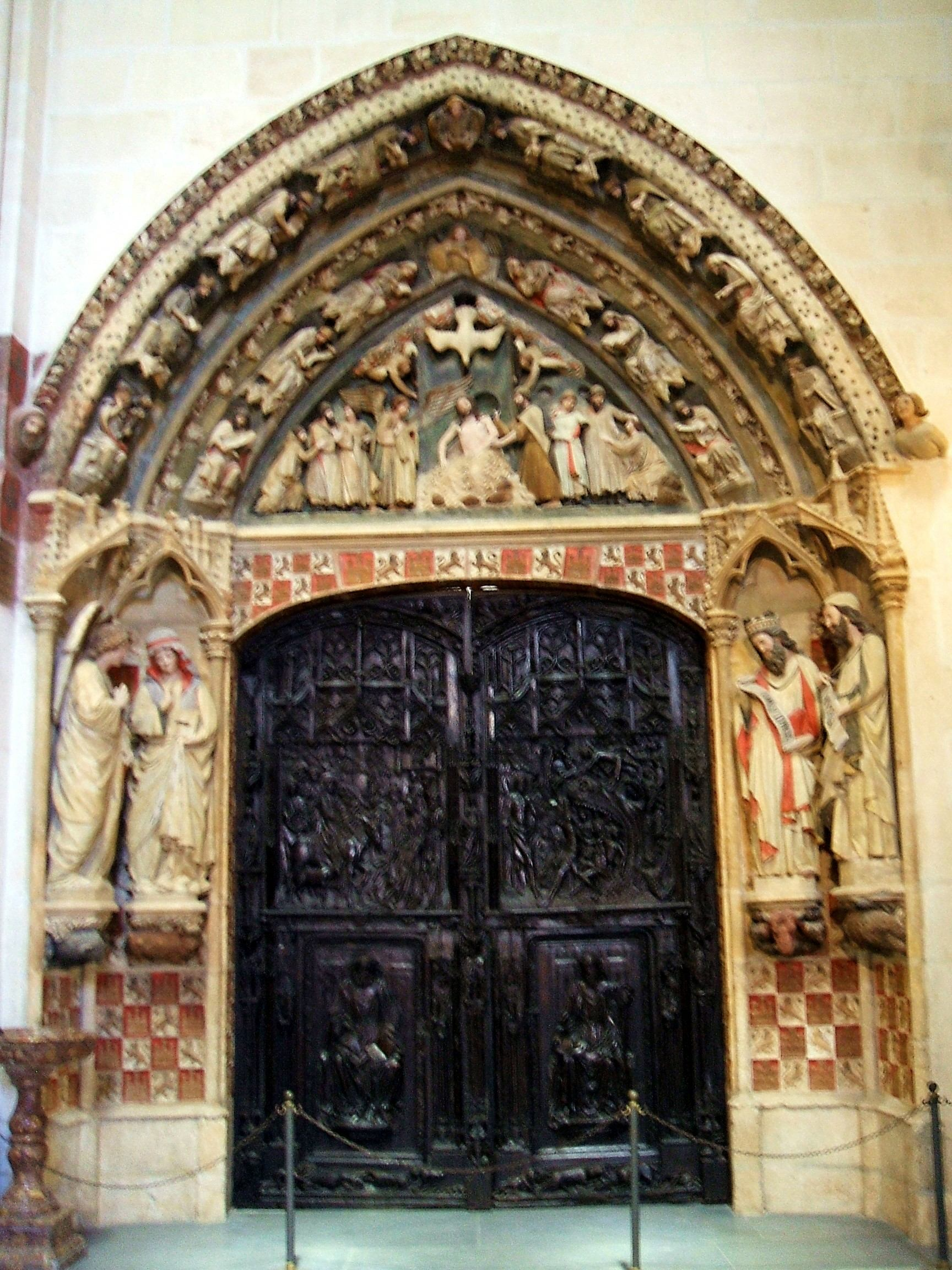
Бургоський собор
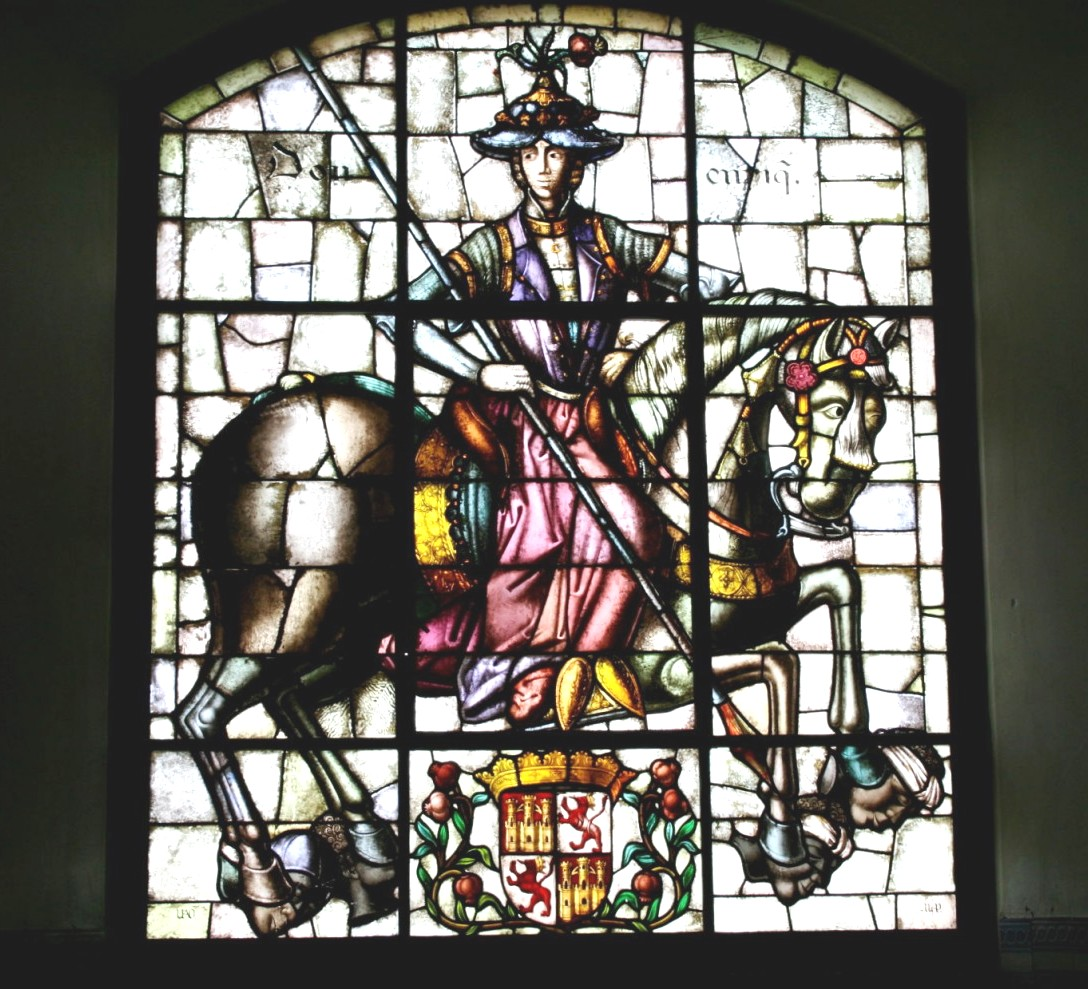
Алькасар у Сеговії
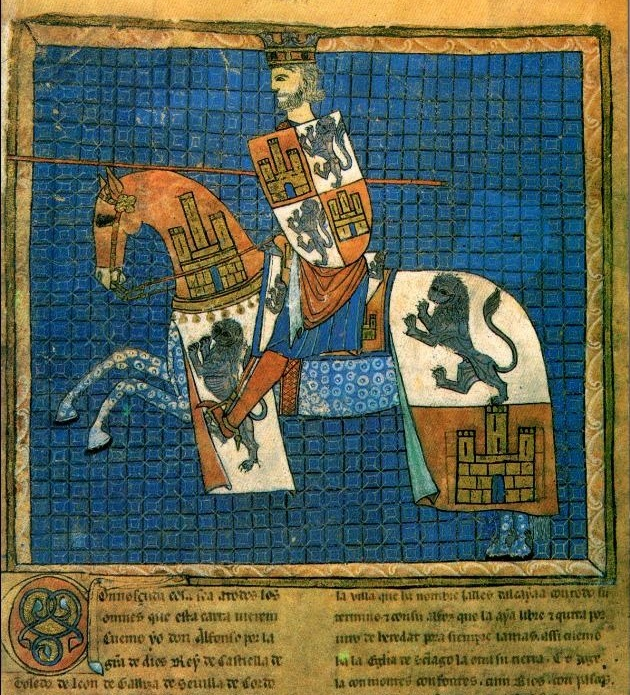
Альфонсо X з Кастилії
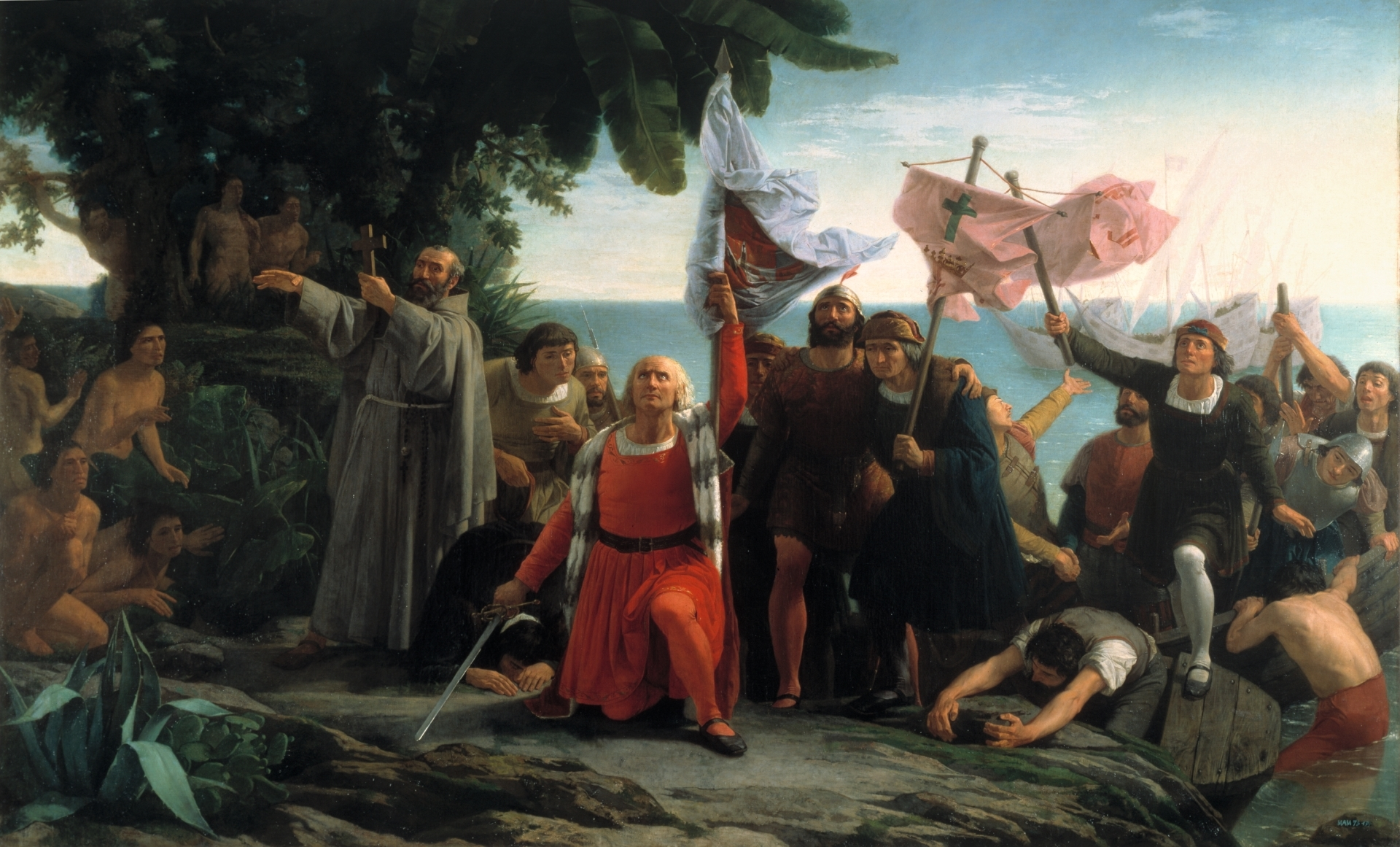
Христофор Колумб відкрив Америку
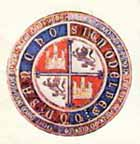
Печатка Санчо IV

## Кастилія та Леон (автономна громада)

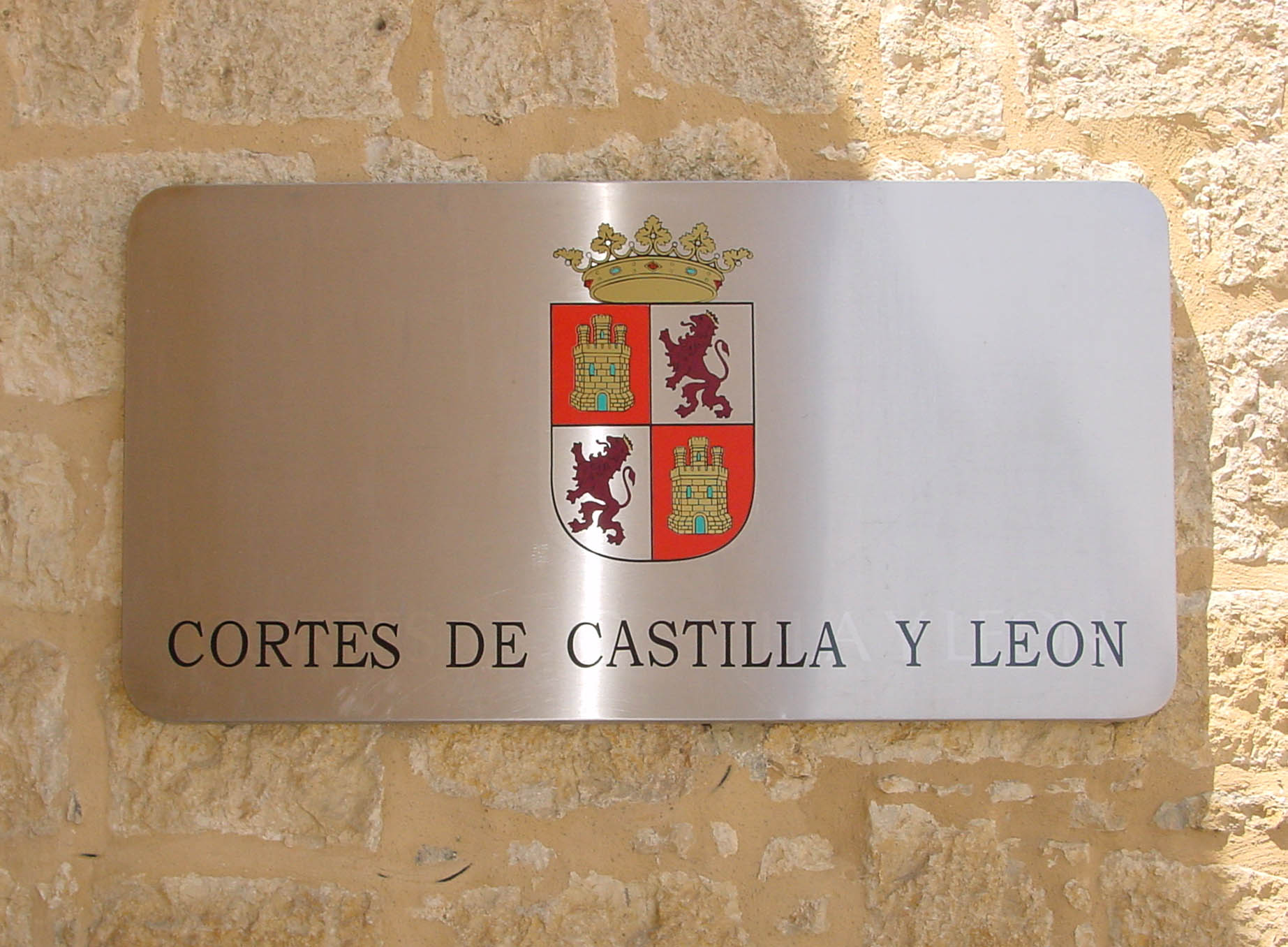
Герб Кастилії та Леона в замку Фуенсальданья, старовинний палац Кортесів Кастилії та Леона
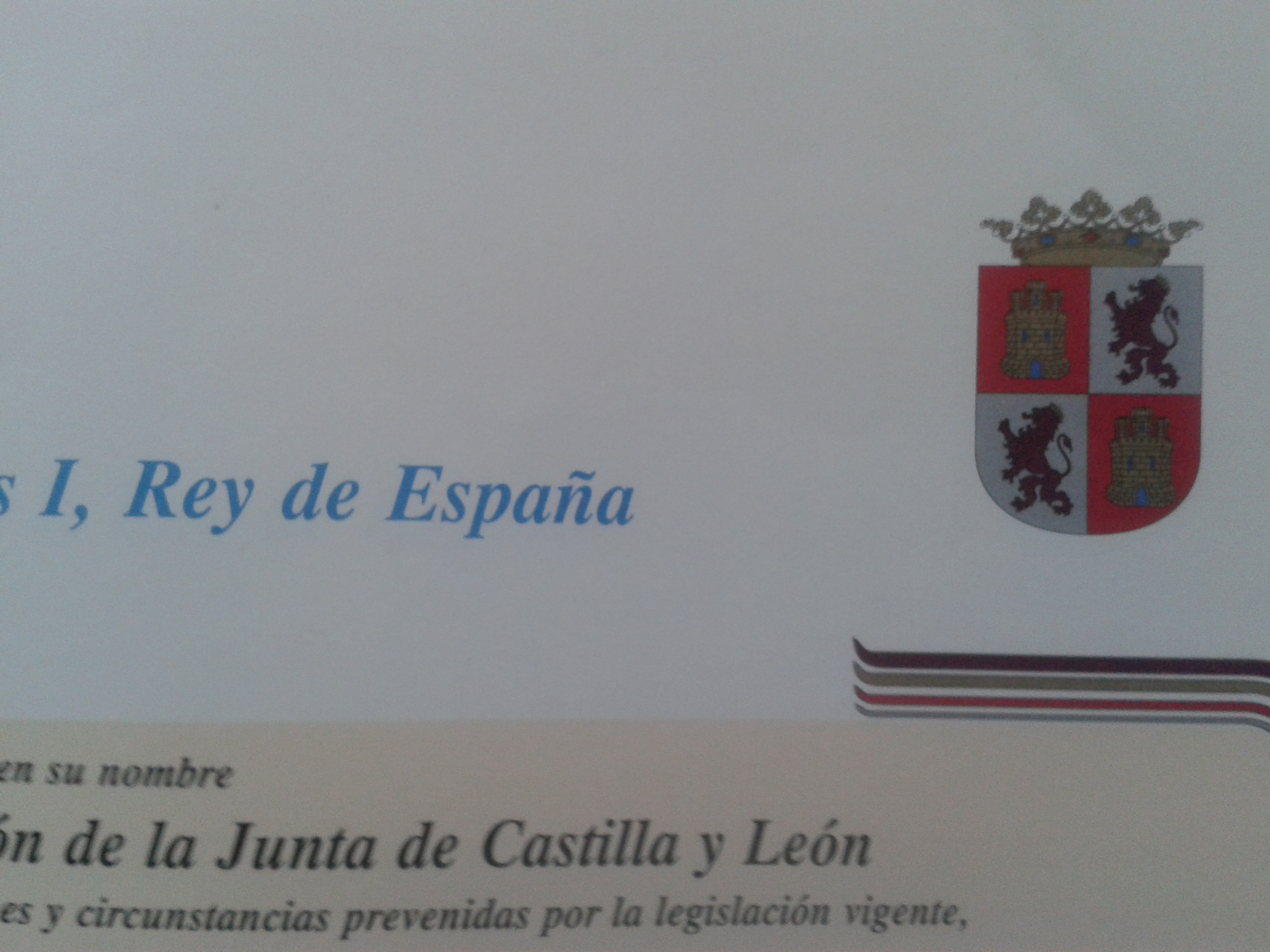
Герб у свідоцтві про середнє навчання, виданому обласним урядом

## У світі

Герб Іспанії
Герб Мелільї, Іспанія
Герб Сеути, Іспанія
Герб Португалії
Герб Гібралтару
Герб Лос-Анджелеса, Каліфорнія
Печатка губернатора Алабами
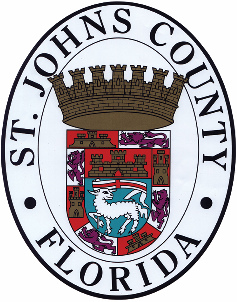
Печатка округу Сент-Джонс, Флорида
Герб Св. Августина, штат Флорида
Герб Пуерто-Рико
Герб Філіппін
Герб Маніли
Герб Мехіко, Мексика
Герб Табаско, Мексика
Герб міста Панама
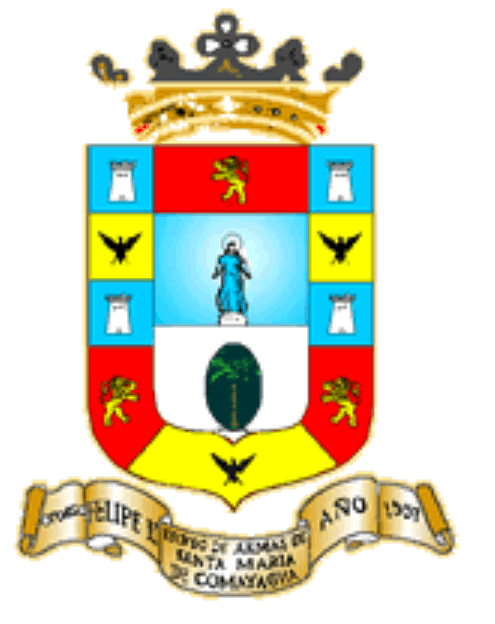
Герб Комаягуа, Гондурас
Герб Потосі, Болівія
Герб архієпархії Маніли
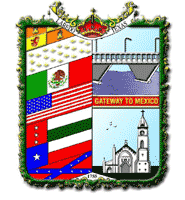
Герб Ларедо, штат Техас
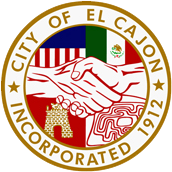
Печатка Ель-Кахон